# Caledothele aoupinie
Caledothele aoupinie – gatunek pająka z infrarzędu ptaszników i rodziny Euagridae.

## Taksonomia
Gatunek ten opisany został po raz pierwszy w 1991 roku przez Roberta Ravena na łamach „Mémoires du Muséum National d'Histoire Naturelle de Paris”. Jako lokalizację typową wskazano Aoupinié na Nowej Kaledonii. Epitet gatunkowy pochodzi od lokalizacji typowej.

## Morfologia
U jedynej zmierzonej samicy ciało ma 16 mm długości przy prosomie długości 5,6 mm i szerokości 4,8 mm, a opistosmie (odwłoku) długości 6,7 mm i szerokości 4,2 mm. Karapaks jest jasnobrązowy z brązowymi znakami nad nasadami odnóży i fioletowo-brązowym marmurkowaniem wokół oczu, porośnięty złocistobrązowymi włoskami. Ośmioro oczu rozmieszczonych jest na planie prostokąta. Oczy pary przednio-środkowej leżą na wzgórku, w widoku grzbietowym nieco bardziej z tyłu niż pary przednio-bocznej, natomiast oczy pary tylno-środkowej leżą bardziej z przodu niż pary tylno-bocznej. Jamka karapaksu jest krótka i wygięta, opatrzona jedną parą szczecinek fowealnych. Nadustek jest niski. Żółtobrązowe szczękoczułki mają 8 dużych i 10 małych ząbków na przedniej krawędzi bruzdy oraz 5 drobnych ząbków i od 20 do 30 ziarnistości w nasadowo-środkowej części bruzdy. Sternum ma małe, owalne, położone blisko krawędzi sigilla. Odnóża są żółtawobrązowe z jasnym obrączkowaniem na udach, goleniach i nadstopiach. Pazurki parzyste mają od 8 do 11 ząbków rozmieszczonych w S-kształtnym szeregu, a pazurek trzeci od jednego do trzech ząbków. Opistosoma jest z wierzchu brązowa z parą nieregularnych jasnych plam na przedzie, trzema wąskimi, półksiężycowatymi, białymi znakami za nimi oraz biało-brązowym marmurkowaniem boków, od spodu zaś brązowa z białą plamą w kształcie grzyba pośrodku oraz bladymi łatami po jej bokach. Genitalia samicy zawierają dwie spermateki o formie długiego i szerokiego płata u nasady, w wierzchołkowej ⅓ rozwidlonego na dwa płaty, z których wewnętrzny jest grubszy i dłuższy.

## Ekologia i występowanie
Pająk ten występuje endemicznie w równikowych lasach deszczowych Nowej Kaledonii. Znajdywany jest na rzędnych od 50 do 750 m n.p.m. Znany jest tylko z okolic lokalizacji typowej.